# Аццини, Джованни
Джованни Аццини (итал. Giovanni Azzini, 29 августа 1929, Квинцано-д’Ольо — 4 июня 1994, Кремона) — итальянский футболист, играл на позиции полузащитника.
Выступал за «Брешию» и «Падову», а также национальную сборную Италии.

## Клубная карьера
Родился 29 августа 1929 года в городе Квинцано-д’Ольо. Воспитанник футбольной школы клуба «Брешия». Взрослую футбольную карьеру начал в 1948 году в основной команде того же клуба, в котором провел семь сезонов в Серии Б, приняв участие в 160 матчах чемпионата. С сезона 1951/52 был основным и игроком команды.
Своей игрой за эту команду привлек внимание Нерео Рокко, который тренировал клуб «Падова» из Серии А, к составу которого Аццини присоединился летом 1955 года. В новой команде стал основным игроком, однако в июне 1958 года был пожизненно дисквалифицирован за договорной матч в марте того же года против «Аталанты» (0:3), которая боролась за выживание. В ноябре следующего года дисквалификации сократили до двух лет и с сезона 1960/61 Аццини снова стал играть за «Падову», отыграв за клуб из Падуи ещё три сезона в Серии А. Всего в высшем итальянском дивизионе игрок провел 121 матч и забил 1 гол.
Завершил профессиональную игровую карьеру в родной «Брешии», вернувшись в команду в 1962 году и защищал её цвета в течение следующего сезона 1962/63, однако сыграл лишь в 7 матчах Серии Б.

## Выступления за сборную
В составе сборной был участником футбольного турнира на Олимпийских играх 1952 года в Хельсинки. Там 21 июля 1952 года Аццини провел свой единственный матч в составе сборной Италии в 1/8 финала против будущих победителей — сборной Венгрии.
Умер 4 июня 1994 года на 65-м году жизни в городе Кремона.